# Phyllobrostis
Phyllobrostis é um gênero de mariposa pertencente à família Acrolepiidae.